# 1997 K리그 드래프트

## 개요
1997년 K리그 드래프트
| 드래프트 실시 일시 : 1996년 12월 13일 | 드래프트 실시 일시 : 1996년 12월 13일 |
| 총 드래프트 신청자 : 152명            | 총 드래프트 신청자 : 152명            |
| 지명 형식                             | 숫자                                  |
| ------------------------------------- | ------------------------------------- |
| 드래프트 순번내 지명                  | 72명                                  |
| 창단팀 우선지명                       | 16명                                  |
| 합계 : 88명                           |                                       |

### 특징
| - 1997 시즌부터 참가하게 된 대전 시티즌이 창단팀 우선지명권을 행사하여 대학선수 6명, 실업선수 9명, 고졸선수 1명 등 총 16명을 지명하였다. - 1997년 드래프트에서도 신생팀들에 지명되는 것을 꺼린 일부 선수들이 드래프트를 거부하고 실업행을 택했다. 김대의, 최성용 등 1996년 하계 올림픽 대표팀 출신 선수들이 그들이다. - 당시 드래프트는 임의지명(연고지명)이라 하여 (드래프트 4순위에 해당), 각 구단이 후원하는 대학의 졸업 선수를 우선 지명할 수 있게 하였다. 임의지명을 하지 않을 시 일반 드래프트와 같이 4순위에 선수를 선발할 수 있었다. |

## 지명 결과

### 지명 순서
대전 시티즌이 신생팀 자격으로 우선지명을 행사한 후, 1순위 지명에서는 전년도 (1996 시즌) 리그 하위 순위팀 3개팀이 추첨을 통해 1순위 지명권을 뽑았으며, 이후 나머지 6개팀이 성적의 역순으로 1순위를 지명하였다.

### 대전 시티즌 우선 지명
| 지명 방식     | 이름                                                                   |
| ------------- | ---------------------------------------------------------------------- |
| 대학선수 지명 | 하금진, 이창엽, 이호성, 김정수, 신진원, 차귀헌                         |
| 실업선수 지명 | 정성천, 강정대, 김현민, 전경택, 김태완, 최은성, 이승호, 장철우, 최동필 |
| 고졸선수 지명 | 김은중                                                                 |

### 지명 결과
| 구단               | 1순위  | 2순위  | 3순위  | 4순위  | 5순위  | 6순위  | 7순위  | 8순위  | 9순위  | 10순위 | 번외지명                       |
| ------------------ | ------ | ------ | ------ | ------ | ------ | ------ | ------ | ------ | ------ | ------ | ------------------------------ |
| 안양 LG 치타스     | 오명관 | 정주완 | 박종인 | 정철호 | 윤창수 |        | 윤균상 |        |        |        | 윤형준, 손상호, 김종연, 정병수 |
| 전남 드래곤즈      | 최윤열 | 김해국 | 주용선 | 정대철 | 서병학 |        |        |        |        |        | 조형기                         |
| 천안 일화 천마     | 두경수 |        |        | 김주일 |        |        | 김정재 |        |        |        |                                |
| 부산 대우 로얄즈   | 김병탁 |        |        | 이장관 | 최윤호 |        | 김태근 | 이용하 | 임해민 |        | 이선재                         |
| 전북 다이노스      | 명재용 | 유강원 |        | 변재섭 | 유철민 |        | 전현석 |        |        |        |                                |
| 부천 유공          | 김한윤 | 이대희 | 남기일 | 박성철 | 김경태 |        |        |        |        | 이순우 |                                |
| 포항 아톰즈        | 조종화 | 김명곤 | 우홍균 | 김후석 | 김이섭 |        |        |        |        |        | 박순배                         |
| 수원 삼성 블루윙즈 | 김재신 | 김기호 | 이경근 | 강남길 | 이준호 | 조재민 |        |        |        |        | 임정호, 김기수, 임광억, 권혁철 |
| 울산 현대 호랑이   | 김경렬 | 김영수 | 윤대성 | 박종욱 | 손대원 | 허남철 |        |        | 천장희 |        |                                |
| 대전 시티즌        | 김승한 | 이준   | 공오균 | 홍광철 | 김대수 | 우상범 | 조중현 | 정기영 | 김우준 | 임병현 | 김진우                         |